# كلو نيل
كلو نيل (بالإنجليزية: Chloe Neill)‏ (17 مايو 1975 في الولايات المتحدة)؛ كاتِبة وروائية أمريكية.